# Raiz quadrada de cinco

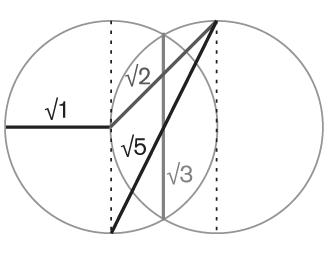
Interpretação geométrica da raiz quadrada de cinco

A raiz quadrada de cinco,denotada por {\displaystyle {\sqrt {5}}}, é o único número real positivo {\displaystyle x} que satisfaz a relação {\displaystyle x^{2}=5}.

A raiz quadrada de cinco é irracional , ou seja, é impossível encontrar {\displaystyle a,b\in \mathbb {N} } tal que {\displaystyle {\frac {a}{b}}={\sqrt {5}}}

## Representação decimal
A representação decimal da raíz quadrada de cinco com 75 casas decimais é:
2,2360679774 9978969640 9173668731 2762354406 1835961152 5724270897 2454105209 25638

## Fração continua
A representação de {\displaystyle {\sqrt {5}}} em frações contínuas é:

{\displaystyle {\sqrt {5}}=2+{\frac {1}{4+{\frac {1}{4+{\frac {1}{4+{\frac {1}{4+\dots }}}}}}}}}